# Битва при Прессбурзі (907)
Битва при Прессбурзі, битва при Братиславі або битва при Прешпороці (сьогодні — Братислава в Словаччині) 4 липня 907, під час якої баварська армія зазнала поразки від угорців.

## Битва
Маркграф Луїтпольд Баварський зібрав свою армію і мав намір дати вирішальний бій угорцям, які являли собою загрозу багатьом країнам Центральної Європи. Баварська армія, що складалася з трьох бойових частин, була розгромлена у Братиславському Граді, більша частина армії Луїтпольда була вбита. Загинули також сам маркграф, три єпископи і 19 баронів. В угорців загинув надьфейеделем Арпад, але на полі бою загонами швидко опанував його син Золта.

## Наслідки
Після битви угорці окупували східну частину нинішньої Австрії і всю Велику Моравію, що стала базою походів у сусідні країни. Спустошливі походи угорців у Німеччину, Францію, Іспанію та Італію тривали до 955, коли Оттон I Великий завдав їм нищівної поразки в Битві на річці Лех, яка зупинила угорські навали.